# Élections constituantes israéliennes de 1949
Les élections pour l'assemblée constituante du nouvel État d'Israël devenu indépendant, se sont tenues le 25 janvier 1949. Le taux de participation fut de 85,8 %. Deux jours après l'ouverture de la première session parlementaire le 14 février, les constituants décidèrent de nommer leur assemblée Knesset (כנסת, en hébreu, et traduisible par « Assemblée »).

## Résultats
| Partis                                            | Voix    | %      | Sièges au début de la session | Sièges à la fin de la session |
| ------------------------------------------------- | ------- | ------ | ----------------------------- | ----------------------------- |
| Mapaï                                             | 155 274 | 35,7 % | 46                            | 46                            |
| Mapam                                             | 64 018  | 14,7 % | 19                            | 20                            |
| Hazit Datit Meuhedet alliance de partis religieux | 52 982  | 12,2 % | 16                            | 16                            |
| Hérout                                            | 49 782  | 11,5 % | 14                            | 12                            |
| Sionistes généraux                                | 22 661  | 5,2 %  | 7                             | 7                             |
| Parti progressiste                                | 17 786  | 4,1 %  | 5                             | 5                             |
| Communautés séfarades et orientales               | 15 287  | 3,5 %  | 4                             | 4                             |
| Maki                                              | 15 148  | 3,5 %  | 4                             | 3                             |
| Liste démocratique de Nazareth                    | 7 387   | 1,7 %  | 2                             | 2                             |
| Liste des combattants                             | 5 363   | 1,2 %  | 1                             | 1                             |
| WIZO                                              | 5 173   | 1,2 %  | 1                             | 1                             |
| Association yéménite                              | 4 399   | 1,0 %  | 1                             | 1                             |
| Total des votes valides                           | 434 684 | 100 %  |                               |                               |
|                                                   |         |        |                               |                               |
| Ari Jabotinsky                                    | -       | -      | 0                             | 1                             |
| Hillel Kook                                       | -       | -      | 0                             | 1                             |